# Фотореализам
Фотографски реализам, је уметнички правац у сродству са хипереализмом настао крајем 60-их и почетком 70-их година XX века у САД, као реакција на апстрактну уметност и акциону уметност као у сликарству тако и у вајарству. Одликује се крајње реалистичним приступом ствараоца, јер слике подсећају на фотографије. Оне заправо и настају од фотографија, приступом коришћеним и раније у историји сликарства, али у овом случају, фотографије не служе само као референца, већ представљају производ „замрзнутог“ момента, који ће касније бити дословно пренесен на платно. 
Водећи српски сликар хиперреализма, који је славу стекао и широм света је Драган Малешевић Тапи (1941-2002).
Водећи амерички сликари фотореализма су:
- Ричард Естес (Richard Estes) (1932-),
- Чак Клоуз (Chuck Close) (1940-),
- Одри Флек (Audrey Flack) (1931-),
- Чарлс Бел (Charles Bell) (1935-1995),
- Ралф Гоингз (Ralph Goings) (1928-).

Фотореализам, познат и као суперреализам или нови реализам, је најдоминантнији у сликарству. Прва генерација америчких фотореалиста укључује сликаре Ричарда Естеса (Richard Estes), Џона Бедера (John Baeder), Дениса Петерсона (Denis Peterson), Џона Мендела (John Mandel), Роберта Бехтла (Robert Bechtle), Одри Флек (Audrey Flack), Дона Едија (Don Eddy), Чака Клоуза (Chuck Close), Ралфа Гоингза (Ralph Goings), и Ричарда Меклина (Richard McLean). Пошто ови уметници раде самостално, тешко је навести јасно дефинисане одреднице стила. Међутим, оно што их несумњиво повезује су теме њихових дела, које се углавном односе на свакодневне, познате приказе у њиховој околини, смештене у оквир урбаних пејзажа, портрета и мртве природе.
У скулптури, један од ретких фотореалиста је Двејн Хенсон (Duane Hanson), познат по изузетно реалистичним осликаним скулптурама обичних људи обучених у праву одећу.